# Léon Brillouin
Pour les articles homonymes, voir Brillouin.
Léon Nicolas Brillouin, né le 7 août 1889 à Sèvres et mort le 4 octobre 1969 à New York, est un physicien franco-américain, essentiellement connu pour ses travaux en mécanique quantique et en physique du solide,. Il a notamment travaillé sur la théorie des ondes et la théorie de l'information,.

## Biographie
Héritier d'une grande lignée de scientifiques (son père et son grand-père occupèrent avant lui une chaire de professeur au Collège de France), Léon Brillouin était le fils de Marcel Brillouin, le petit-fils d’Éleuthère Mascart et l'arrière-petit-fils de Charles Briot.
Léon Brillouin entre à l’École normale supérieure en 1908. À la fin de sa scolarité, il décide de continuer ses études à l’Institut de physique théorique de Munich dont la direction était alors assumée par Arnold Sommerfeld. Il va y travailler au laboratoire de Max von Laue (1879-1960) sur la physique du solide, qui en était à ses premiers balbutiements.
Il rentre en France en 1913 et commence une thèse sur « La théorie des solides et les quanta », qu’il ne pourra soutenir qu’en 1921, sous la direction de Paul Langevin, en raison de sa mobilisation, pendant la Première Guerre mondiale, dans les services de radiotélégraphie. Au cours de sa carrière scientifique, Léon Brillouin apportera à la science des contributions importantes, dont l'effet qui porte son nom, le concept de diffusion Brillouin, et les zones de Brillouin, pour ne citer que l'un des domaines, la physique des solides, où il a su exercer son talent, et qu'il a même contribué à fonder.
En avril 1926, Léon Brillouin synthétisait dans le renommé Journal de physique près de dix articles publiés par des physiciens étrangers comme Werner Heisenberg, Max Born ou Pascual Jordan. Il a ainsi joué un rôle important dans l’introduction en France de la mécanique quantique.
En 1927, il fut — avec Marie Curie, Louis de Broglie, Émile Henriot et Paul Langevin — l'un des cinq Français invités au cinquième congrès Solvay,, qui marqua la naissance officielle de la mécanique quantique.
Il fut titulaire de la chaire de théories physiques à la faculté des sciences de l'université de Paris de 1928 à 1932 avant d'être élu au Collège de France, succédant à son père Marcel Brillouin. Louis de Broglie lui succéda à la Sorbonne.
En août 1939, un mois avant la déclaration de guerre à l’Allemagne, Léon Brillouin est nommé, en tant que spécialiste de la propagation des ondes, directeur de la Radiodiffusion nationale. Ayant exercé la fonction quelque temps pendant le régime de Vichy, il démissionne à la fin de 1940 et émigre aux États-Unis.
Il y enseigne dans plusieurs universités (dont celle de Harvard) et travaille chez IBM de 1948 à 1954. Il est élu membre de l'académie des sciences américaine en 1953. Il terminera sa carrière et sa vie aux États-Unis.
Il publie en 1959 Science et théorie de l'information (version anglaise en 1962) où sont examinées les relations entre ces deux disciplines,. Il adopte notamment un point de vue de physicien et fait le lien entre l'entropie informationnelle de Shannon et l'entropie statistique de Boltzmann.
Un certain nombre de jeux sur le contenu d'information des textes, dus à Shannon, se trouvent répertoriés dans cet ouvrage. Des concepteurs comme Walter Lewino utiliseront le concept pour la réalisation de jeux interactifs très voisins sur Minitel.

## Hommage
Le fait qu'il ait émigré aux États-Unis et soit donc resté hors du milieu académique français, le fait qu'il ait travaillé dans l'industrie et le fait qu'il n'ait pas obtenu le prix Nobel (alors que l'effet Raman découvert postérieurement à la diffusion Brillouin et assez analogue a valu le prix Nobel à Raman) font que Léon Brillouin est relativement méconnu en France.
Au CEA de Saclay, à Gif-sur-Yvette, le laboratoire Léon Brillouin est un laboratoire national financé conjointement par le CEA et le CNRS. On y travaille notamment sur « l'utilisation de la diffraction et de la spectroscopie neutronique dans tous les domaines possibles de la recherche fondamentale et appliquée ».
Il a donné son nom aux zones de Brillouin, à la diffusion Brillouin, au théorème de Brillouin, à la fonction de Brillouin, au flux (ou flot) de Brillouin, au doublet Brillouin, etc.
La section française de l'IEEE et la SEE attribuent conjointement un prix Léon Brillouin - Alain Glavieux chaque année.

## Publications
- La théorie des solides et les quanta, thèse de doctorat en sciences physiques, 1921.
- La théorie des quanta et l'atome de Bohr, Paris, P.U.F., 1923.
- Les mesures en haute fréquence, avec Henri Armagnat, Chiron, 1924.
- Les statistiques quantiques et leurs applications, 2 volumes, Paris, P.U.F., 1930.
- La théorie des quanta et l'atome de Bohr, Presses universitaires de France, 1922, 1931.
- L'atome de Bohr. La mécanique analytique et les quanta. Les spectres de multiplets. La théorie des quanta, P.U.F., 1931.
- Titres et travaux scientifiques de Léon Brillouin, 1931.
- La méthode du champ self-consistent, Hermann, 1933.
- Conductibilité électrique et thermique des métaux, Hermann, 1934.
- L'atome de Thomas-Fermi et la méthode du champ self-consistent, Hermann, 1934.
- Les champs self-consistents de Hartree et de Fock, Hermann, 1934.
- Notions élémentaires de mathématiques pour les sciences expérimentales, Paris, Masson, 1935.
- La structure des corps solides dans la physique moderne, Hermann, 1937.
- The Mathematics of Ultra-High Frequencies Radio, Brown University, 1943.
- Cours de physique théorique : les tenseurs en mécanique et en élasticité, Paris, Masson, 1938 ; 2e édition, 1949.
- Wave Propagation in Periodic Structures, New York, McGraw-Hill, 1946.
- Wave Propagation in Periodic Structures: Electric Filters and Crystal Lattices, McGraw–Hill, 1946, Dover, 1953, 2003.
- Mathématiques, Masson, 1947.
- Science and Information Theory, New York, Academic Press, 1956, 1962, 2013,  (ISBN 978-0-486-49755-6)
  - Traduction (fr) : La science et la théorie de l'information, Masson, 1959 (lire en ligne sur Gallica), réed. Gabay, 1988[15].
- Propagation des ondes dans les milieux périodiques, avec Maurice Parodi, Masson – Dunod, 1956.
- Vie, matière et observation, Albin Michel, coll. « Sciences d'aujourd'hui », 1959.
- Wave Propagation and Group Velocity, avec Arnold Sommerfeld, New York, Academic Press, 1960.
- Tensors in Mechanics and Elasticity, traduction anglaise par Robert O. Brennan, Engineering Physics, Academic Press, 1964.
- Scientific uncertainty and information, New York, Academic Press, 1964.
- Relativity reexamined, New York, Academic Press, 1970.

## Préfaces
- Les Limites des notions d'objet et d'objectivité, par Jean Mariani, Laval,  Barnéoud, 1937.
- Théorie des électrons, par Richard Becker, Paris, Félix Alcan, 1938.
- Corpuscules et systèmes de corpuscules Tome I, Notions fondamentales, par Jean-Louis Destouches,  Paris, Gauthier-Villars, 1941.
- Contribution à l'étude de la structure moléculaire, par René Audubert, R. F. Barrow et A. Burawoy, préface avec J. Duchesne, Liège, Desoer, 1947-1948.

### D'après Léon Brillouin
- Néguentropie
- Approximation Brillouin-Kramers-Wentzel
- Diffusion Brillouin
- Zone de Brillouin
- Fonction de Brillouin
- Théorème de Brillouin
- Flot de Brillouin
- Doublet de Brillouin
- Formule de Brillouin-Wigner
- Méthode d'Einstein–Brillouin–Keller